# Lázaro Martínez Santray
Lázaro Martínez Santray (Guantánamo, 3 de noviembre de 1997) es un deportista cubano que compite en atletismo, especialista en la prueba de triple salto. Ganó una medalla de oro en el Campeonato Mundial de Atletismo en Pista Cubierta de 2022.

## Palmarés internacional
| Campeonato Mundial en Pista Cubierta | Campeonato Mundial en Pista Cubierta | Campeonato Mundial en Pista Cubierta | Campeonato Mundial en Pista Cubierta |
| Año                                  | Lugar                                | Medalla                              | Prueba                               |
| ------------------------------------ | ------------------------------------ | ------------------------------------ | ------------------------------------ |
| 2022                                 | Belgrado (Serbia)                    | Medalla de oro                       | Triple salto                         |